# Бурджо
Бурджо (итал. Burgio) — коммуна в Италии, располагается в регионе Сицилия, подчиняется административному центру Агридженто.
Население составляет 3158 человек, плотность населения составляет 75 чел./км². Занимает площадь 42 км². Почтовый индекс — 92010. Телефонный код — 0925.
Покровителем коммуны почитается святой Антоний Великий. Праздник ежегодно празднуется 17 января.